# 小十二面半二十面體
小十二面半二十面體是一種擬正半多面體，由12個五角星面和10個穿過整體幾何中心的六邊形面組成，可以視為截半大十二面體經過刻面後的結果，其外觀看起來像有多個向內凹陷的六角錐坑洞:155。特別地，小十二面半二十面體的邊長與外接球的半徑相等。這個立體最早在1881年由亞伯特·巴杜羅（Albert Badoureau）發現並描述。

## 性質
小十二面半二十面體由22個面、60條邊和30個頂點組成，每個頂點都是2個六邊形和2個五角星的公共頂點，並且呈折四邊形狀排列，在頂點圖中，其可用5/3,6,5/2,6來表示，其中，5/2表示一般的五角星、5/3表示反向相接的五角星。在其22個面中有12個五角星面和10個六邊形，其中10個六邊形皆穿過了整體的幾何中心。

### 尺寸
若小十二面半二十面體的邊長為單位長，則其外接球的半徑也為單位長，這意味著小十二面半二十面體的邊長與外接球的半徑相等。

### 二面角
小二十面半十二面體的二面角僅有一種，為三角形和十邊形的交角，其值大約是79.188度：
{\displaystyle \cos ^{-1}{\left({\frac {\sqrt {15\left(5-2{\sqrt {5}}\right)}}{15}}\right)}\approx 1.3820858\approx 79.18768^{\circ }}
這個數值與小二十面半十二面體的二面角相同。

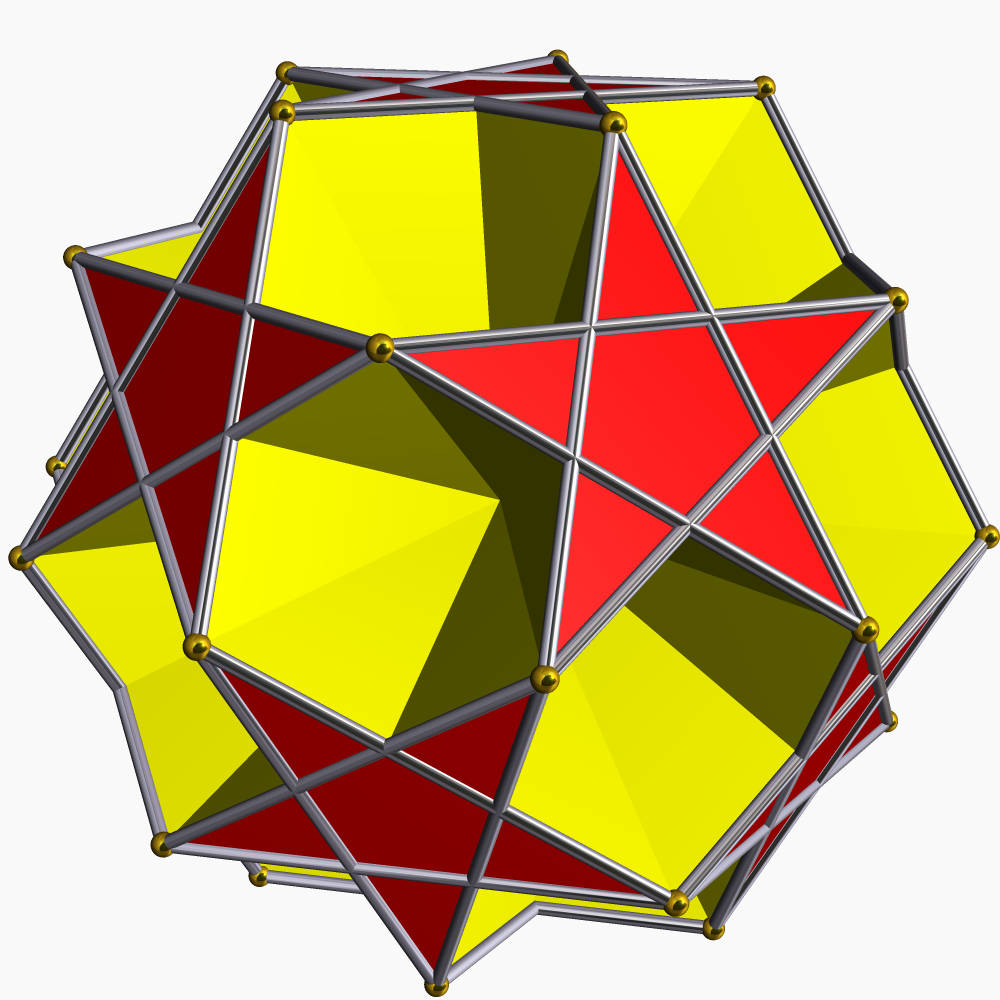
小十二面半二十面體
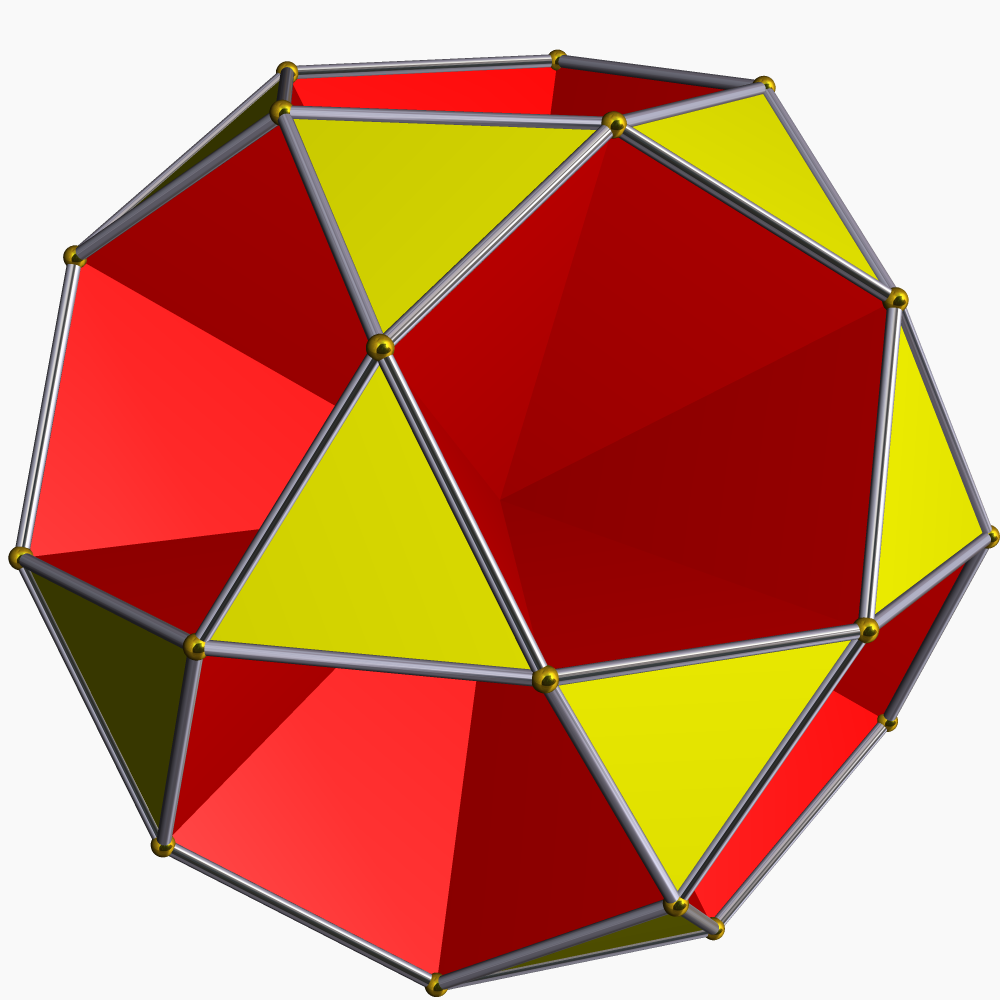
小二十面半十二面體

## 相關多面體
小十二面半二十面體可透過將五角星面拓樸形變成五邊形面來轉變為大十二面半二十面體，因此小十二面半二十面體與大十二面半二十面體拓樸同構，可以視為同一種抽象多面體的具象化。
小十二面半二十面體與截半大十二面體共用相同的邊排佈方式，因此可以視為是截半大十二面體經過刻面後的結果。此外，小十二面半二十面體、截半大十二面體和大十二面半二十面體皆可以視為截半二十面体的刻面多面體。

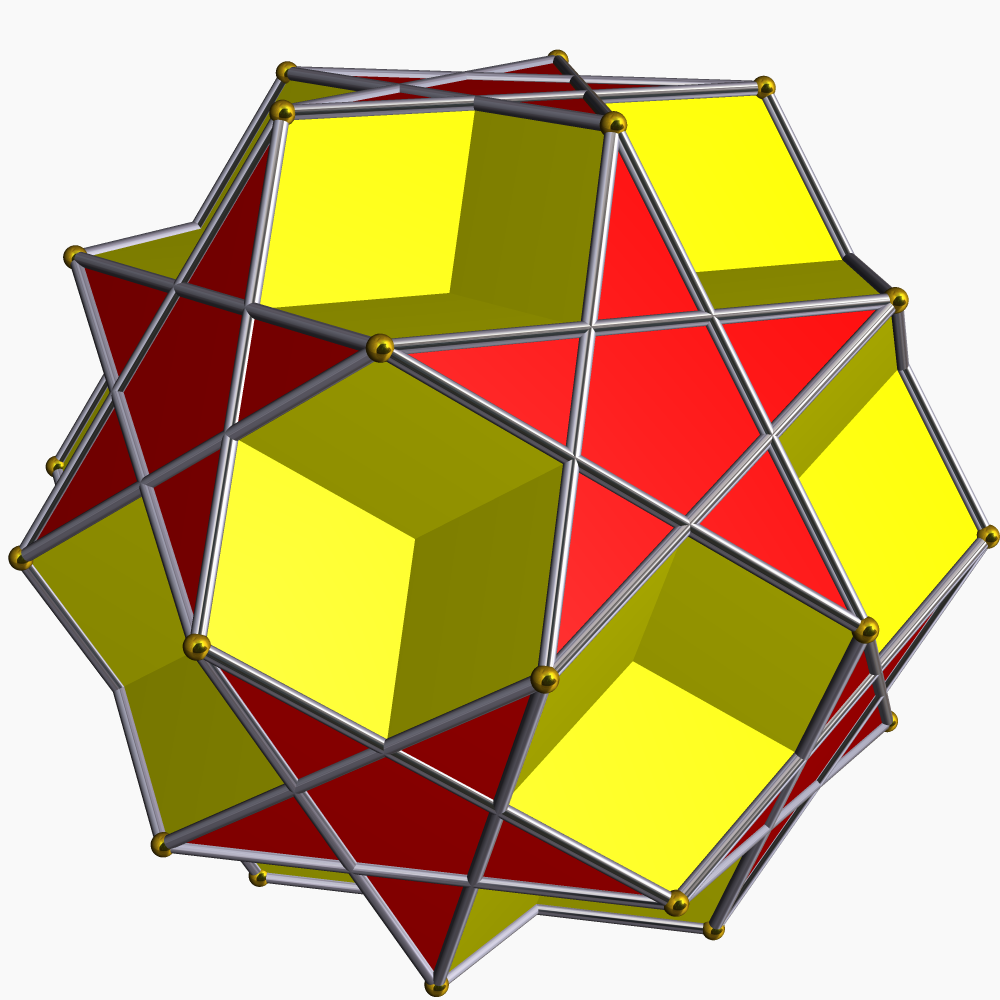
截半大十二面體
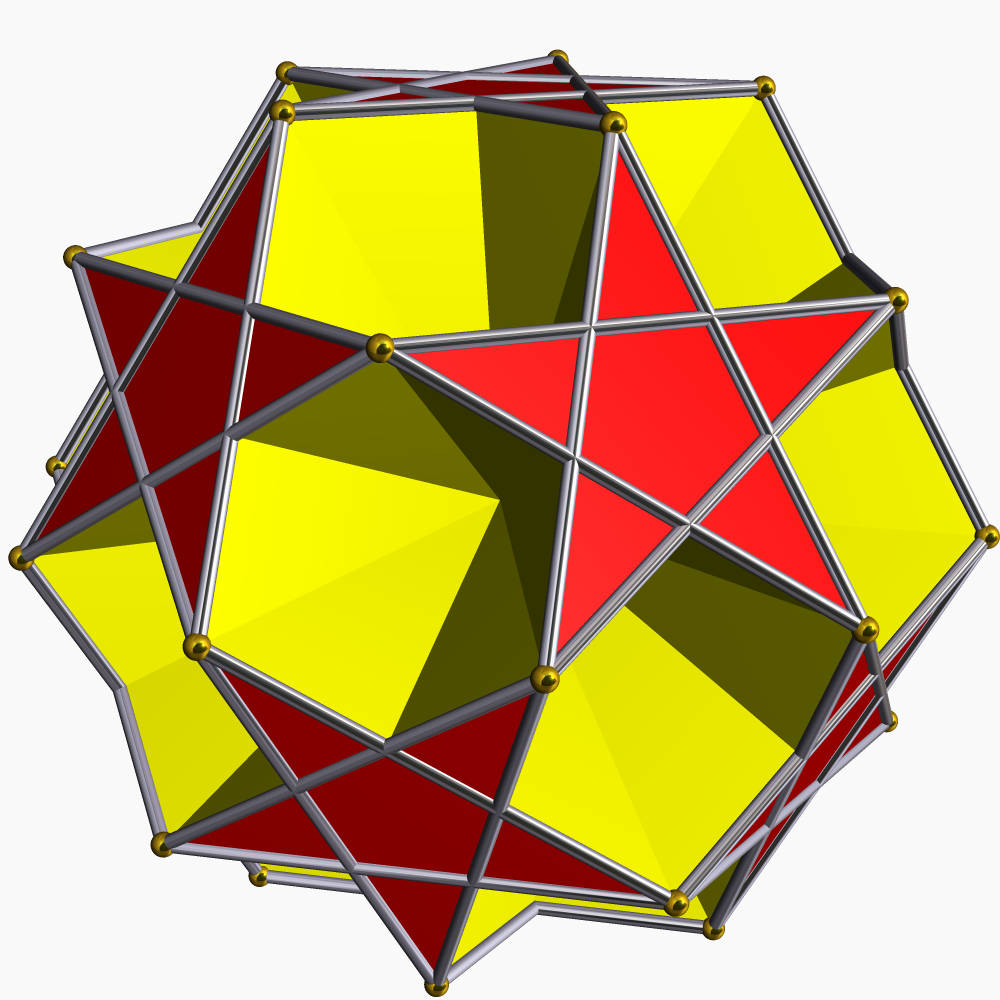
小十二面半二十面體
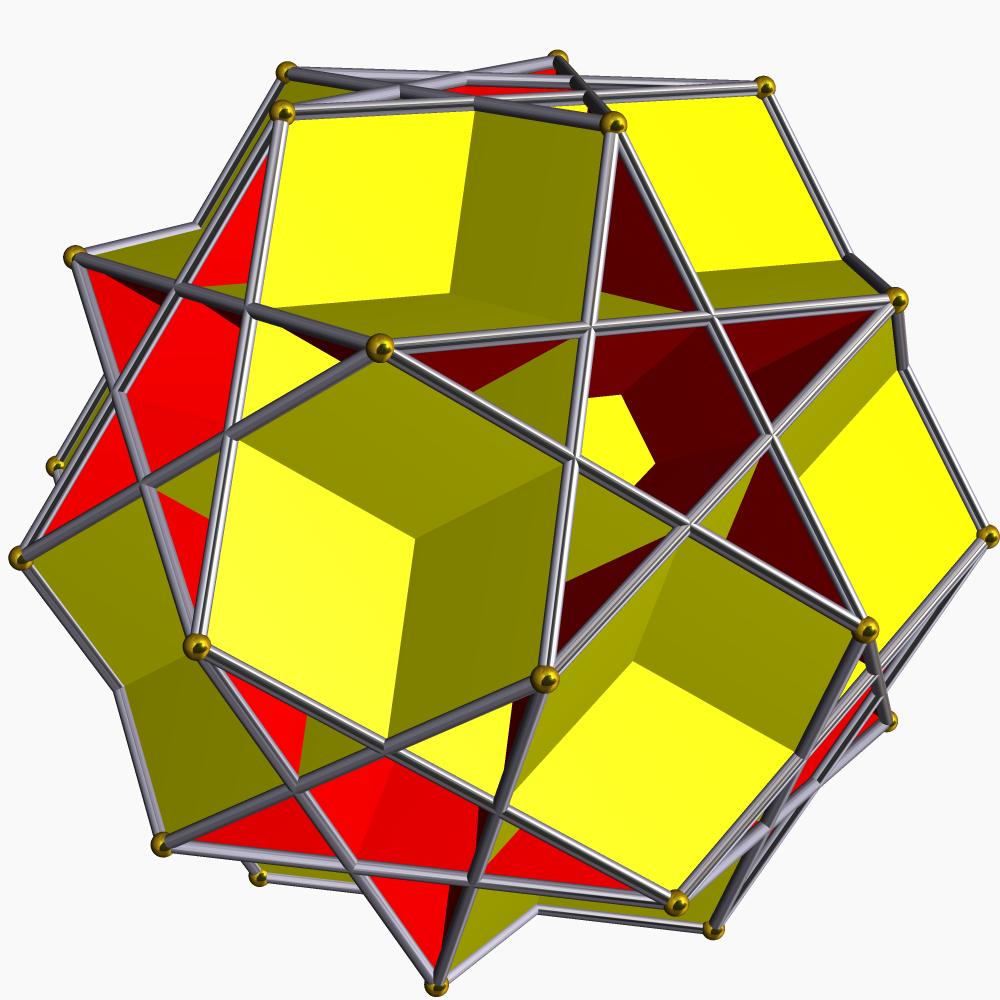
大十二面半二十面體
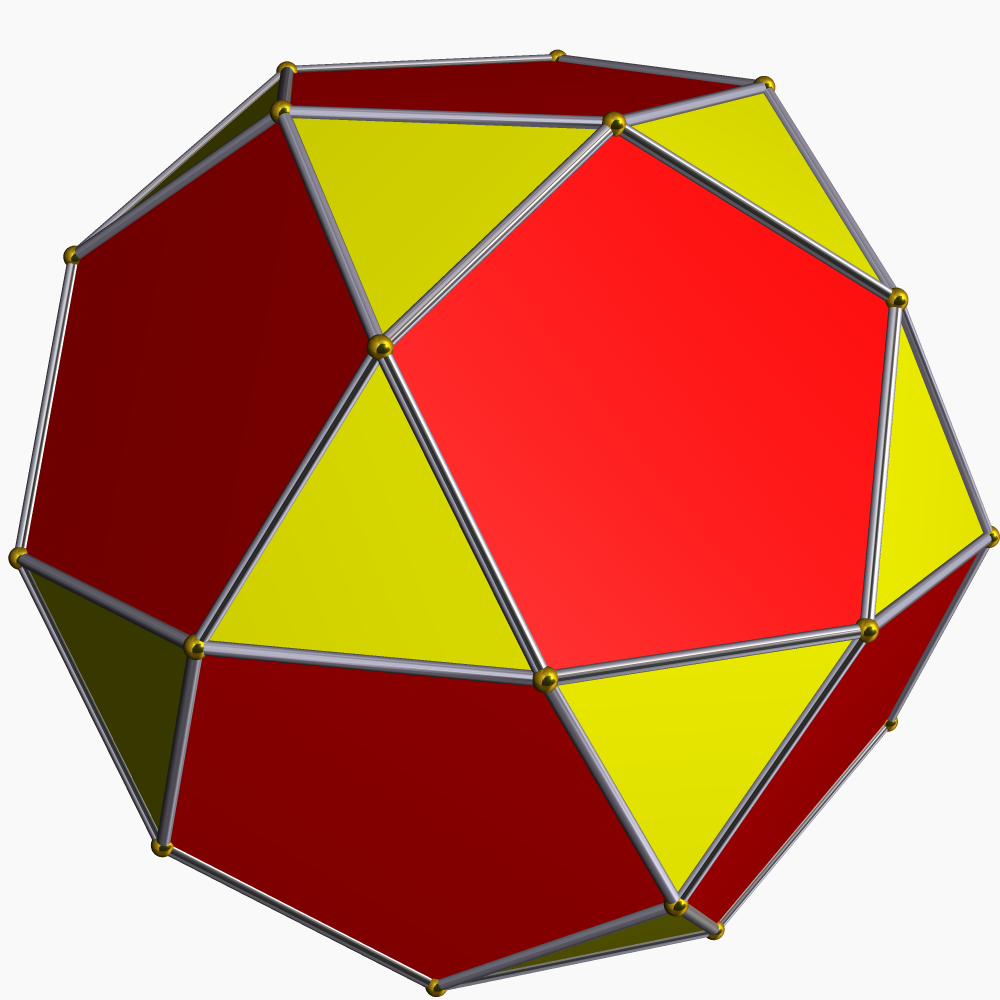
截半二十面体